# Liu Ning

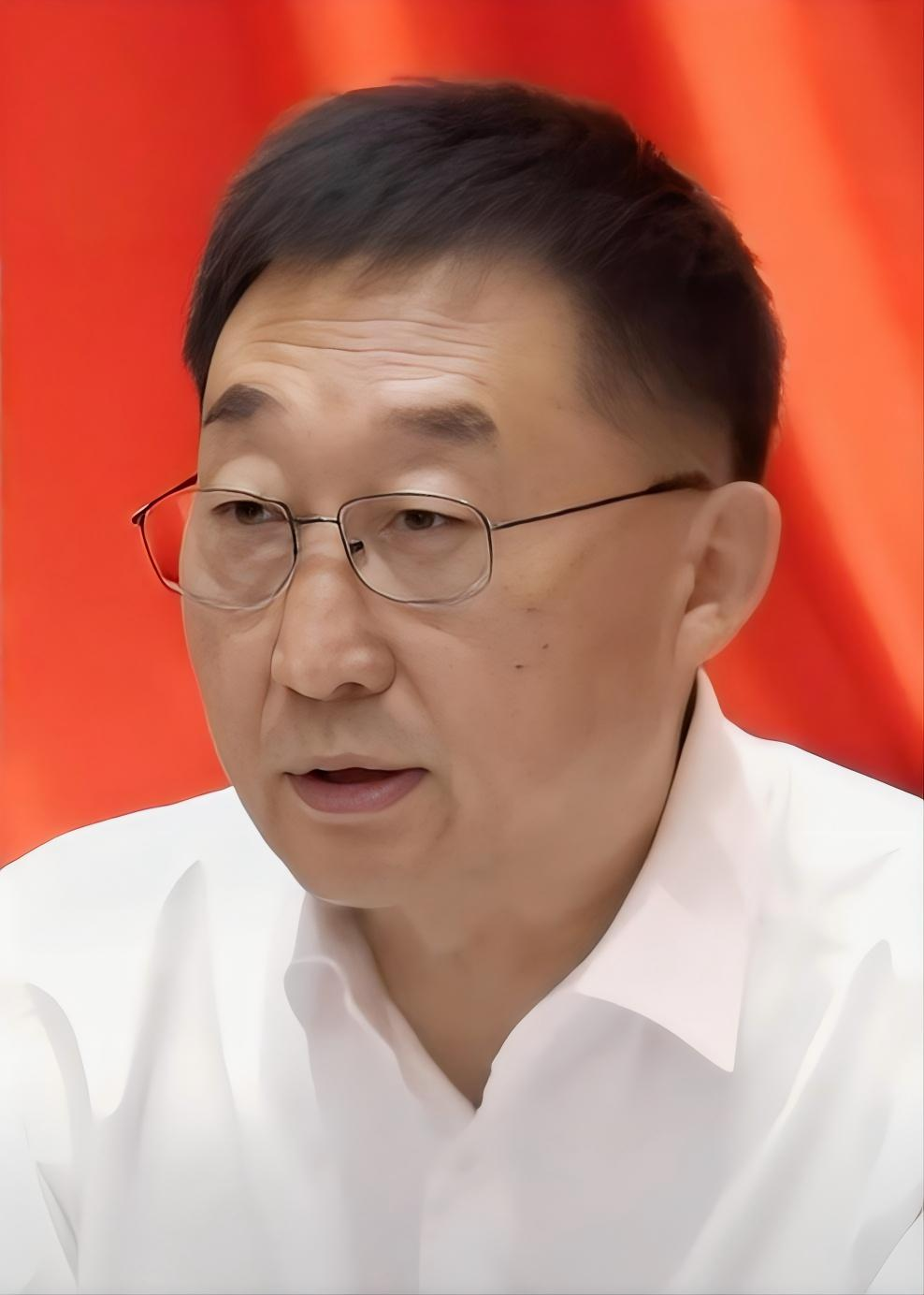
Liu Ning (2023)

Liu Ning (chinesisch 刘宁, Pinyin Liú Níng; geb. Januar 1962 in Linjiang, Provinz Jilin) ist ein chinesischer Politiker und amtierte zwischen 2018 und 2021 als Gouverneur von Qinghai.

## Leben
Liu wurde in Linjiang, Jilin, geboren. Er trat 1990 der Kommunistischen Partei bei und studierte an der Wuhan-Universität für Hydraulik und Elektrotechnik (heute Teil der Wuhan-Universität).
Liu verbrachte einen Großteil seiner Karriere im Management von Wasserressourcen. Er trat in das Planungsbüro des Jangtsekiang-Flussgebiets ein und diente als Leiter des Damm-Konstruktionsabteilungsteams. Später war er stellvertretender Direktor des Konstruktionsbüros in Qingjian, stellvertretender Direktor des Design Centers, Direktor der technischen Abteilung von Jiangyan, stellvertretender Chefingenieur und stellvertretender Direktor der Hub-Design-Abteilung sowie stellvertretender Chefingenieur der Yangtze River Water Resources Commission. Im Jahr 2000 war er General Manager der Hubei Changjiang Bidding Co.
Im Jahr 2001 wurde Liu zum Chefingenieur der Planungs- und Konstruktionsverwaltung des Süd-Nord-Wassertransferprojekts ernannt. Er wurde auch zum Generalingenieur des Wasserministeriums ernannt, später war er stellvertretender Minister.
Im Jahr 2017 wurde Liu zum stellvertretenden Sekretär der kommunistischen Partei in Qinghai und zum Sekretär des Politischen und Rechtsausschusses ernannt.
Im Jahr 2018 wurde Liu Gouverneur von Qinghai.
Am 19. Oktober 2021 wurde er nach Guangxi im Südwesten Chinas versetzt und zum Parteisekretär ernannt, dem höchsten politischen Amt in der Region.
Am 31. Dezember 2024 wurde Liu zum Parteisekretär von Henan ernannt und trat damit die Nachfolge von Lou Yangsheng an.